# Tourteau de tournesol

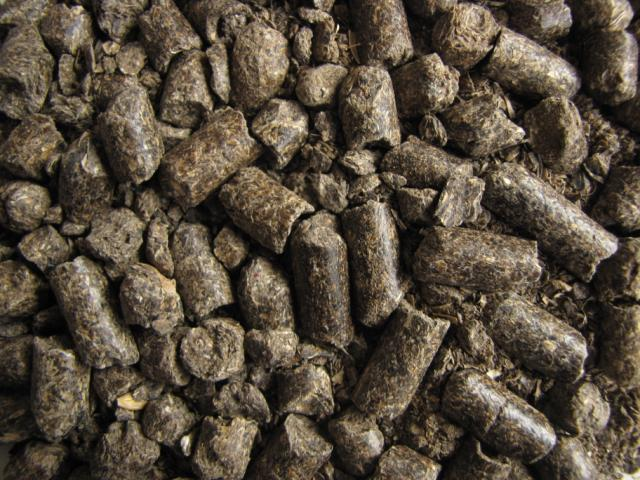
Tourteau de tournesol décortiqué en granulés.

Le tourteau de tournesol est le coproduit de la trituration  des graines de tournesol (Helianthus annuus L., Asteraceae) pour en extraire l'huile.

## Utilisation
Ce produit est utilisé en alimentation animale, particulièrement pour les ruminants et les lapins. Sa teneur en protéines, qui varie selon que les graines sont décortiquées ou non (33 % et 28 % respectivement) est inférieure à celle du tourteau de soja (45 %). Sa teneur en fibres brutes et en cellulose est plus élevée. Son profil en acides aminés se caractérise par une teneur plus élevée en acides aminés soufrés, particulièrement en méthionine, et par une teneur relativement faible en lysine. Il présente l'avantage de ne pas contenir de facteurs antinutritionnels intrinsèques.
C'est le quatrième tourteau le plus utilisé dans le monde après les tourteaux de soja, de colza et de coton.